# Vaccinium melliflorum
Vaccinium melliflorum là một loài thực vật có hoa trong họ Thạch nam. Loài này được (Ruiz & Pav.) F. Muell. miêu tả khoa học đầu tiên năm 1876.